# Mapillary
Mapillary – serwis internetowy do udostępniania zdjęć z geotagami, opracowany przez firmę Mapillary AB, z siedzibą w Malmö, w Szwecji. Jego twórcy chcą przedstawić cały świat (nie tylko ulice) zdjęciami, dodawanymi do zasobów Mapillary za pomocą crowdsourcingu.

## Historia
Projekt został zapoczątkowany we wrześniu 2013 roku, a w listopadzie 2013 powstała aplikacja Mapillary dla systemu operacyjnego iOS (np. na telefony komórkowe iPhone), nieco później ujrzała światło dzienne aplikacja dla systemu operacyjnego Android wydana w styczniu 2014 roku.
W styczniu 2015 roku Mapillary otrzymała finansowanie w wysokości 1,5 mln dolarów jako kapitał początkowy, od grupy inwestorów, kierowanej przez Sequoia Capital.
Od czerwca 2020 roku Mapillary jest częścią Meta.

## Cechy
Mapillary oferuje różne tryby fotografowania, w tym spacery, jazda na rowerze, samochodem lub panorama. 10 września 2014, Mapillary ogłosił, że teraz obsługuje panoramy i zdjęcia sferyczne.
Według stanu na maj 2014, Mapillary miał około 0,5 mln zdjęć, a do grudnia 2014 roku, miał ponad 5,5 miliona. Według stanu na marzec 2015 roku były to 10 milionów zdjęć, i 11 czerwca 2015 roku w Mapillary było ponad 20 milionów zdjęć, a do 9 sierpnia ponad 30 milionów. Według stanu na dzień 6 lutego 2016 Mapillary ma ponad 50 milionów zdjęć.
Mapillary trafił blisko 200 milionów zdjęć 1 października 2017 roku.
Obrazy Mapillary (w milionach)

## Licencja
Zdjęcia na Mapillary mogą być używane na podstawie licencji Creative Commons Attribution-ShareAlike 4.0 Międzynarodowa licencja (CC-BY-SA). Istnieje specjalne zezwolenie na pobieranie danych ze zdjęć w celu udziału w OpenStreetMap i Wikimedia Commons. Trasy w formacie GPX mogą być wykorzystywane bez ograniczeń, a dane pochodne mogą być użyte pod warunkiem, że jest to ODbL.
Licencja została zmieniona w dniu 29 kwietnia 2014 roku z CC-BY-NC na CC-BY-SA.
Mapillary ostatecznie planuje generować przychody poprzez licencjonowanie danych, które użytkownicy generują dla firm.